# Amomum kingii
Amomum kingii là một loài thực vật có hoa trong họ Gừng. Loài này được John Gilbert Baker mô tả khoa học đầu tiên năm 1892.
Năm 2015, V. P. Thomas và Mamiyil Sabu mô tả thứ Amomum kingii var. oblongum, nhưng năm 2020 các tác giả này mô tả loài mới là Amomum raoi và chuyển nó sang như là một thứ của loài này, với danh pháp A. raoi var. oblongum.

## Phân bố
Loài này có ở Sikkim, Ấn Độ.